# Технический университет Эйндховена
Технический университет Эйндховена (TU/e, нидерл. Technische Universiteit Eindhoven) — технический университет, расположенный в Эйндховене, Нидерланды. Девиз университета: Mens agitat molem (Дух движет материей). Преподавание ведётся на английском и нидерландском языках.
Университет был основан 15 июня 1956 года, первым ректором стал физик Хенк Доргело. Эйндховенский университет стал вторым после Делфтского техническим университетом Нидерландов. В Эйндховене преподавали такие учёные как один из авторов концепции структурного программирования и лауреат премии Тьюринга Эдсгер Дейкстра, лауреат Нобелевской премии по химии Арчер Джон Портер Мартин; среди выпускников Технического университета Эйндховена имена Герарда Клейстерле президента Royal Philips Electronics и Кееса Схаухамера Имминка, соавтора изобретения алгоритмов кодирования информации на кассетных (DV) и дисковых (CD, DVD и Blu-Ray) носителях.
Сегодня университет насчитывает более 13000 студентов, 1400 аспирантов, и 250 профессоров. Обучение в университете организовано по шестнадцати специальностям в бакалавриате и двадцати пяти — в магистратуре. Студентам может быть предоставлена стипендия.

## Факультеты
- Биомедицинской технологии
- Гражданского строительства
- Математики и информатики
- Механический
- Прикладной физики
- Производственной инженерии
- Промышленного дизайна
- Химической технологии
- Электротехники

## Программы
Кроме этого, в рамках института Стана Аккерманса университет организует ряд послемагистерских двухгодичных программ, выпускники которых получают степень Professional Doctorate in Engineering (PDEng):
- Управление архитектурными системами (факультет гражданского строительства)
- Дизайн и технология инструментов (факультет прикладной физики)
- Дизайн продуктов и процессов (факультет химической технологии)
- Информационные технологии (факультет электротехники)
- Логистика (факультет производственной инженерии)
- Наука о данных (факультет математики и информатики, отделение математики)
- Программное обеспечение (факультет математики и информатики, отделение информатики)
- Человеко-компьютерное взаимодействие (факультет промышленного дизайна).